# Mesopolobus semenis
Mesopolobus semenis är en stekelart som beskrevs av Askew 1997. Mesopolobus semenis ingår i släktet Mesopolobus och familjen puppglanssteklar.
Artens utbredningsområde är Spanien. Inga underarter finns listade i Catalogue of Life.